# BNP Paribas Poland Open 2022 - Qualificazioni singolare
Le qualificazioni del singolare del BNP Paribas Poland Open 2022 sono state un torneo di tennis preliminare per accedere alla fase finale della manifestazione. Le vincitrici dell'ultimo turno sono entrate di diritto nel tabellone principale. In caso di ritiro di una o più giocatrici aventi diritto, a questi sono subentrati i Lucky loser, ossia le giocatrici che hanno perso nell'ultimo turno ma che avevano una classifica più alta rispetto alle altre partecipanti che avevano comunque perso nel turno finale.

## Teste di serie
1. Laura Pigossi (ultimo turno, lucky loser)
2. Sara Errani (qualificata)
3. Katarzyna Kawa (primo turno)
4. Réka Luca Jani (primo turno)
5. Kateryna Baindl (ultimo turno, lucky loser)
6. Gabriela Lee (ultimo turno, lucky loser)

1. Nastasja Schunk (primo turno)
2. Ysaline Bonaventure (primo turno)
3. Arianne Hartono (qualificata)
4. Despina Papamichail (ultimo turno)
5. Alexandra Cadanțu-Ignatik (qualificata)
6. Rebeka Masarova (qualificata)

### Qualificate
1. Arianne Hartono
2. Sara Errani
3. Rebeka Masarova

1. Raluca Șerban
2. Jesika Malečková
3. Alexandra Cadanțu-Ignatik

### Lucky loser
1. Laura Pigossi
2. Kateryna Baindl

1. Gabriela Lee

## Tabellone

### Legenda
| - Q = Qualificato - WC = Wild card - LL = Lucky loser | - ALT = Alternate - SE = Special Exempt - PR = Protected Ranking | - w/o = Walkover - r = Ritirato - d = Squalificato |

### Sezione 1
|  | Primo turno | Primo turno       | Primo turno       | Primo turno | Primo turno |  |  | Ultimo turno | Ultimo turno    | Ultimo turno    | Ultimo turno | Ultimo turno |  |
|  |             |                   |                   |             |             |  |  |              |                 |                 |              |              |  |
|  | 1           | Laura Pigossi     | Laura Pigossi     | 7           | 6           |  |  |              |                 |                 |              |              |  |
|  |             | Isabella Šinikova | Isabella Šinikova | 69          | 1           |  |  | 1            | Laura Pigossi   | Laura Pigossi   | 5            | 63           |  |
|  |             | Yuki Naito        | Yuki Naito        | 2           | 4           |  |  | 9            | Arianne Hartono | Arianne Hartono | 7            | 7            |  |
|  | 9           | Arianne Hartono   | Arianne Hartono   | 6           | 6           |  |  |              |                 |                 |              |              |  |

### Sezione 2
|  | Primo turno | Primo turno          | Primo turno         | Primo turno | Primo turno |  |  | Ultimo turno | Ultimo turno    | Ultimo turno    | Ultimo turno | Ultimo turno |  |
|  |             |                      |                     |             |             |  |  |              |                 |                 |              |              |  |
|  | 2           | Sara Errani          | 62                  | 6           | 6           |  |  |              |                 |                 |              |              |  |
|  |             | Andrea Lázaro García | 7                   | 3           | 0           |  |  | 2            | Sara Errani     | Sara Errani     | 6            | 6            |  |
|  |             | Paula Ormaechea      | Paula Ormaechea     | 6           | 7           |  |  |              | Paula Ormaechea | Paula Ormaechea | 2            | 3            |  |
|  | 8           | Ysaline Bonaventure  | Ysaline Bonaventure | 4           | 5           |  |  |              |                 |                 |              |              |  |

### Sezione 3
|  | Primo turno | Primo turno     | Primo turno     | Primo turno | Primo turno |  |  | Ultimo turno | Ultimo turno    | Ultimo turno | Ultimo turno | Ultimo turno |  |
|  |             |                 |                 |             |             |  |  |              |                 |              |              |              |  |
|  | 3           | Katarzyna Kawa  | Katarzyna Kawa  | 64          | 2           |  |  |              |                 |              |              |              |  |
|  |             | Tena Lukas      | Tena Lukas      | 7           | 6           |  |  |              | Tena Lukas      | 6            | 62           | 5            |  |
|  | WC          | Weronika Baszak | Weronika Baszak | 3           | 4           |  |  | 12           | Rebeka Masarova | 4            | 7            | 7            |  |
|  | 12          | Rebeka Masarova | Rebeka Masarova | 6           | 6           |  |  |              |                 |              |              |              |  |

### Sezione 4
|  | Primo turno | Primo turno         | Primo turno         | Primo turno | Primo turno |  |  | Ultimo turno | Ultimo turno        | Ultimo turno | Ultimo turno | Ultimo turno |  |
|  |             |                     |                     |             |             |  |  |              |                     |              |              |              |  |
|  | 4           | Réka Luca Jani      | Réka Luca Jani      | 5           | 2           |  |  |              |                     |              |              |              |  |
|  |             | Raluca Șerban       | Raluca Șerban       | 7           | 6           |  |  |              | Raluca Șerban       | 4            | 7            | 6            |  |
|  | WC          | Weronika Ewald      | Weronika Ewald      | 4           | 0r          |  |  | 10           | Despina Papamichail | 6            | 65           | 1            |  |
|  | 10          | Despina Papamichail | Despina Papamichail | 6           | 5           |  |  |              |                     |              |              |              |  |

### Sezione 5
|  | Primo turno | Primo turno      | Primo turno      | Primo turno | Primo turno |  |  | Ultimo turno | Ultimo turno     | Ultimo turno | Ultimo turno | Ultimo turno |  |
|  |             |                  |                  |             |             |  |  |              |                  |              |              |              |  |
|  | 5           | Kateryna Baindl  | Kateryna Baindl  | 6           | 6           |  |  |              |                  |              |              |              |  |
|  |             | Julija Hatouka   | Julija Hatouka   | 4           | 3           |  |  | 5            | Kateryna Baindl  | 7            | 4            | 2            |  |
|  |             | Jesika Malečková | Jesika Malečková | 6           | 7           |  |  |              | Jesika Malečková | 5            | 6            | 6            |  |
|  | 7           | Nastasja Schunk  | Nastasja Schunk  | 3           | 62          |  |  |              |                  |              |              |              |  |

### Sezione 6
|  | Primo turno | Primo turno               | Primo turno               | Primo turno | Primo turno |  |  | Ultimo turno | Ultimo turno              | Ultimo turno | Ultimo turno | Ultimo turno |  |
|  |             |                           |                           |             |             |  |  |              |                           |              |              |              |  |
|  | 6           | Gabriela Lee              | Gabriela Lee              | 6           | 6           |  |  |              |                           |              |              |              |  |
|  | WC          | Zuzanna Bednarz           | Zuzanna Bednarz           | 2           | 0           |  |  | 6            | Gabriela Lee              | 6            | 1            | 2            |  |
|  | WC          | Anna Hertel               | Anna Hertel               | 1           | 5           |  |  | 11           | Alexandra Cadanțu-Ignatik | 1            | 6            | 6            |  |
|  | 11          | Alexandra Cadanțu-Ignatik | Alexandra Cadanțu-Ignatik | 6           | 7           |  |  |              |                           |              |              |              |  |